# Білогорща
Білого́рща — місцевість Львова. Колишнє село, включене у 1978 році до складу Залізничного району Львова. Розташоване західніше Левандівки, від якої відокремлене лісосмугою. До північної околиці Білогорщі прилягає ландшафтний заказник місцевого значення «Торфовище Білогорща». 
Мікрорайон має малоповерхову забудову та віддалений від спальних районів міста.

## Історія
Королівським дипломом 1356 року, виданим Казимиром III Великим, однойменний ліс поблизу Білогорщі площею 70 ланів подаровано місту Львову. У 1423 році міщанин Зоммерштайн заклав тут поселення і зобов'язався перед містом утримувати ліс і урочище Білогорща річним коштом 60 злотих. У 1463 році поблизу маєтку поселилося 7 сімей русинів (українців). У 1611 році поселення нараховувало вже 27 садиб. Тоді місто зажадало від селян виконання панщини, однак вони у 1636 році підняли бунт і втекли в ліси й болота.
Місто тривалий час вело суперечки зі львівськими римо-католицькими архієпископами щодо розмежування ґрунтів Білогорщі та Рясного Польського. Білогорща залишалася у власності ґміни міста Львова до початку XX століття. Хоча село постійно перебувало у власності багатих міщанських родин.
На східній частині земель громади села у XIX столітті утворено поселення Левандівка, яке 11 квітня 1930 року увійшло до складу Львова.
У 1939 році населення Білогорщі становило 820 осіб, 95 % — поляки, а 5 % — українці.
1 квітня 1942 року німецька окупаційна влада значно розширила територію Львова, і Білогорща стала частиною дільниці Штадтвальд або ж Міський ліс.
У рамках «Угоди про взаємний обмін населенням у прикордонних районах» польське населення залишило Білогорщу у 1945—1946 роках, натомість сюди прибули українці з територій, що після Другої світової війни відійшли до Польщі.
Після закінчення Другої світової війни Білогорща знов стає селом та підпорядковується спочатку Брюховицькому, згодом — Івано-Франківському, а ще через певний час — Яворівському районові. Остаточно село включили до складу Львова у 1978 році, воно стало новим елементом інфраструктури Львова — вулицею Білогорща.

## Церковне життя
Греко-католицьке населення Білогорщі у міжвоєнний період належало до парафії церкви Воздвиження Чесного Хреста Господнього у Рудному, а римо-католики — до парафії костелу Святої Катерини у Зимній Воді. В 1919 році в селі освячено капличку Святого Антонія, яка з 1937 року стала парафіяльним костелом. Храм споруджено в стилі «провінційної неоготики» з високою шпилястою вежею над входом. У 1945—1946 роках костел закрили, і лише після набуття Україною Незалежности відреставрували і передали православній громаді села. Нині — церква Різдва Пресвятої Богородиці. А для греко-католицької громади у західній частині Білогорщі у 2000-х роках збудували храм Непорочного Зачаття Пресвятої Богородиці.

## Відомі люди
- Малашняк Андрій Володимирович (1984—2014) — старший солдат Збройних сил України, учасник російсько-української війни.
- Роман Шухевич (1907—1950) — український політик, громадський і державний діяч (загинув у Білогорщі).

## Меморіальний музей Романа Шухевича
Тут на сучасній вулиці Білогорща розташований будинок, що належав Ганні Конюшек, де перебував Головнокомандувач УПА, Генеральний секретар УГВР генерал-хорунжий Роман Шухевич. У жовтні 1948 року тут обладнали так званий бункер, що являв собою дерев'яний короб у міжповерховому просторі на кілька осіб з розсувними перегородками. Вихід з кімнати прикривав килим.
На початку березня 1950 року співпрацівникам управління МДБ СРСР Львівської області через підставних агентів вдалося дізнатися, де саме в Білогорщі переховується Роман Шухевич. Оперативним резервам 62-ї стрілецької дивізії МГБ СРСР, штабу українського прикордонного округу та Управління міліції м. Львова, а також військовим підрозділам, чисельністю 600 осіб, які брали участь у каральних операціях на перетині кордонів Глинянського, Перемишлянського та Бібрківського районів Львівської області наказали на світанку 5 березня 1950 року прибути до подвір'я УМДБ Львівської області. Тут вони дістали наказ блокувати село Білогорща, ближні хутори, західну околицю поселення Левандівка та лісовий масив.
Для керівництва операцією створили оперативний штаб, до якого увійшли заступник міністра ДБ УРСР генерал-майор В.Дроздов, начальник Бюро № 1 МДБ СРСР генерал-лейтенант П. Судоплатов, начальник ВВ МДБ Українського округу генерал-майор Фадєєв та начальник УМДБ Львівської області полковник Майструк.
За планом 8-а рота 10-го стрілецького полку 62-ї дивізії ВВ під командуванням досвідченого «бандолова» капітана Шльоми Пікмана блокувала не один, а кілька будинків, в яких ймовірно міг бути Шухевич.
Раптом з будинку Наталі Хробак вискочив її син Данило. Група під керівництвом Пікмана затримала і нашвидкуруч піддала його «активному допиту». Підліток вказав на будинок своєї сестри Ганни Конюшек в центрі села, домашня прибиральниця якої була схожа на Галину Дидик.
Близько восьмої години група солдатів і відповідальних працівників Управління 2-Н та УМДБ на чолі з В. Фокіним і І. Шорубалкою підійшли до цього будинку. Хвилин через десять двері відчинила жінка, яка назвалася Стефанією Кулик, але була визначена як Дідик. Як сказано в одному зі звітів, їй «категорично запропоновано, щоб Шухевич Роман, який переховується разом з нею, здався і щоб вона посприяла цьому, тоді їм буде збережено життя». Дидик відмовилась це зробити, тоді в будинку розпочався обшук, обшукали і саму Дидик, вилучивши пістолет. Однак вона встигла вжити стрихнін (а не ціанід, як іноді пишуть) і, вже непритомніючи, почула постріли. Підпільниця не вмерла, оскільки її негайно доставили в реанімацію. Вилікували від парезу кінцівок і важкого шоку і знову піддали жорстоким допитам.
У принципі, в такому, як вище описано, бункері можна було пересидіти обшук, не виявивши себе, але Шухевич цього не зробив і спробував вирватися з будинку. Внаслідок нескоординованих дій опергрупи, для якої поява Шухевича стала абсолютною несподіванкою, Провідник дістав смертельне поранення, скотився вниз східцями і, не бажаючи потрапити живим до рук чекістів, сам пустив собі з «Вальтера» кулю в скроню. Так загинув генерал Чупринка — Роман Шухевич.
Восени 1950 року в українській емігрантській пресі з'явилися численні некрологи у зв'язку із загибеллю головнокомандувача УПА. Однак жодних подробиць його загибелі не подавалося.
У березні 2000 року газета «Київські відомості» надрукувала спогади Юрія Шухевича, який згадував, як слідчий Гузєєв привів його до гаража Львівського обласного управління МДБ, де він побачив тіло свого батька: «Батько лежав на соломі у вишитій сорочці, на правій стороні обличчя було видно слід кулі, а під грудьми було три рани, на голові поруч із кульовим отвором обпалене волосся. „Значить, застрелився,“ — подумав я».
З 2017 року в Білогорщі щорічно проводиться фестиваль ШухевичФест.

## Визначні пам'ятки

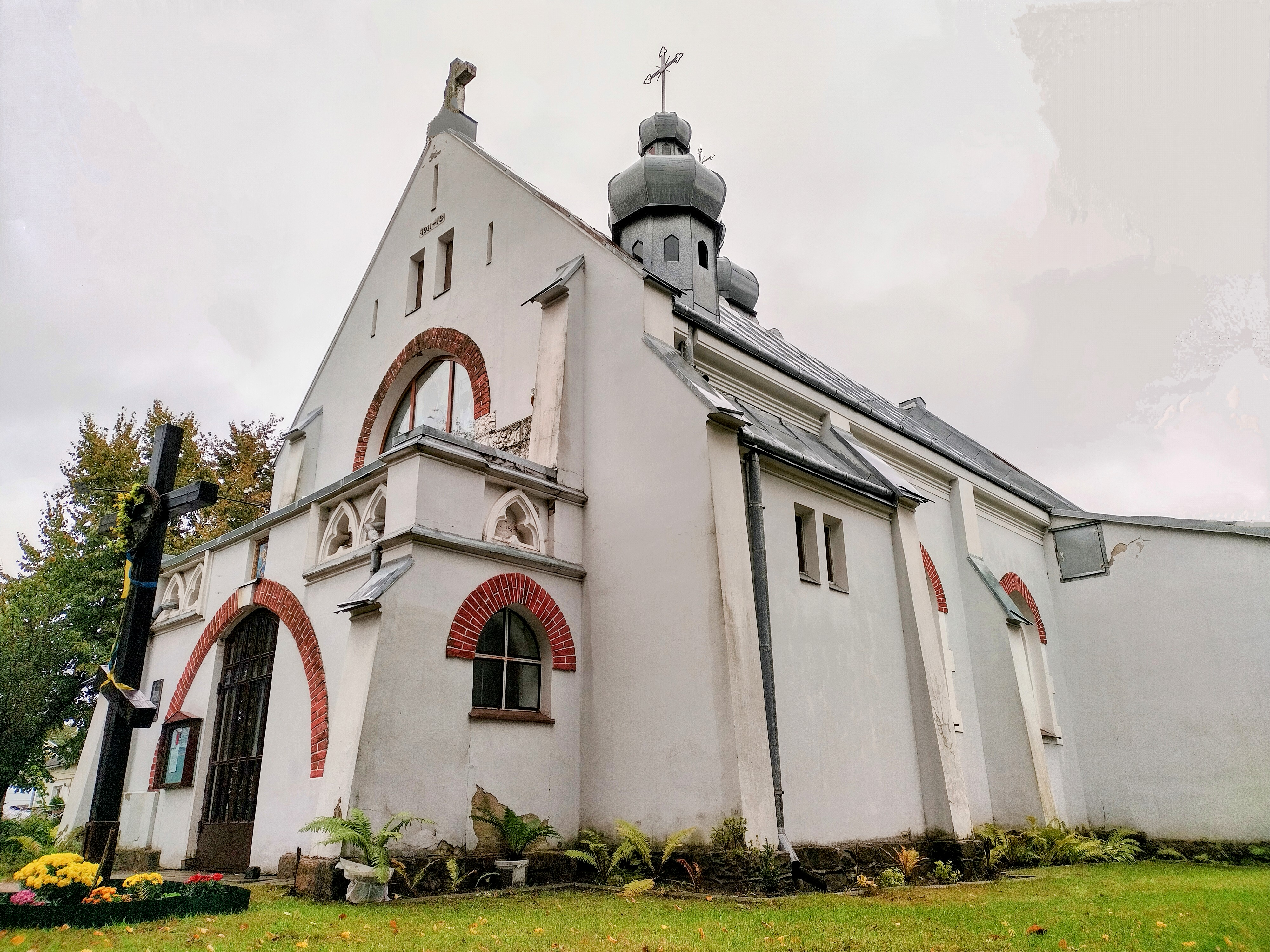
Церква Різдва Пресвятої Богородиці (ПЦУ);
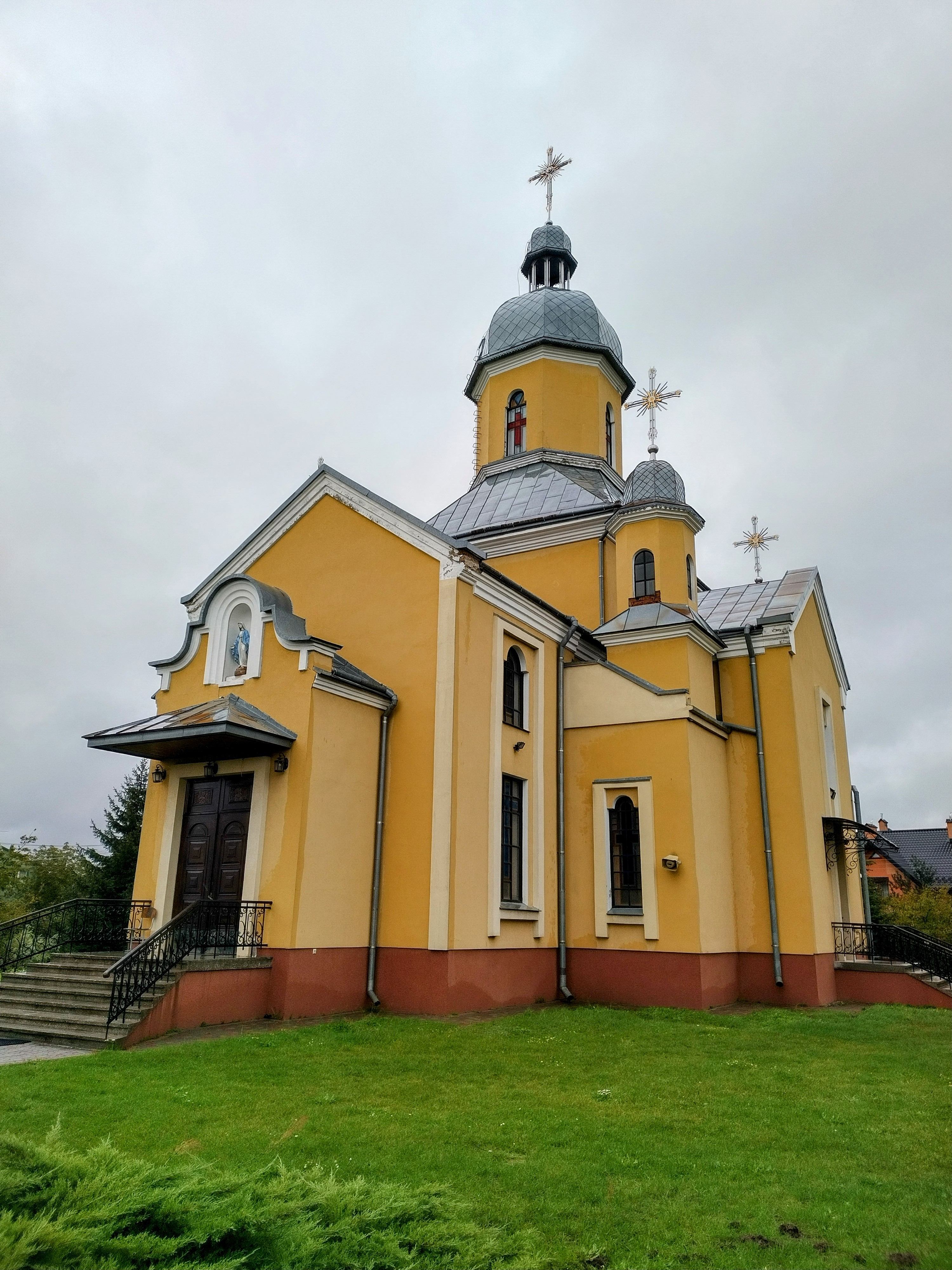
Храм Непорочного Зачаття Пресвятої Богородиці (УГКЦ);
- Музей та пам'ятник-погруддя генерал-хорунжого УПА Романа Шухевича;
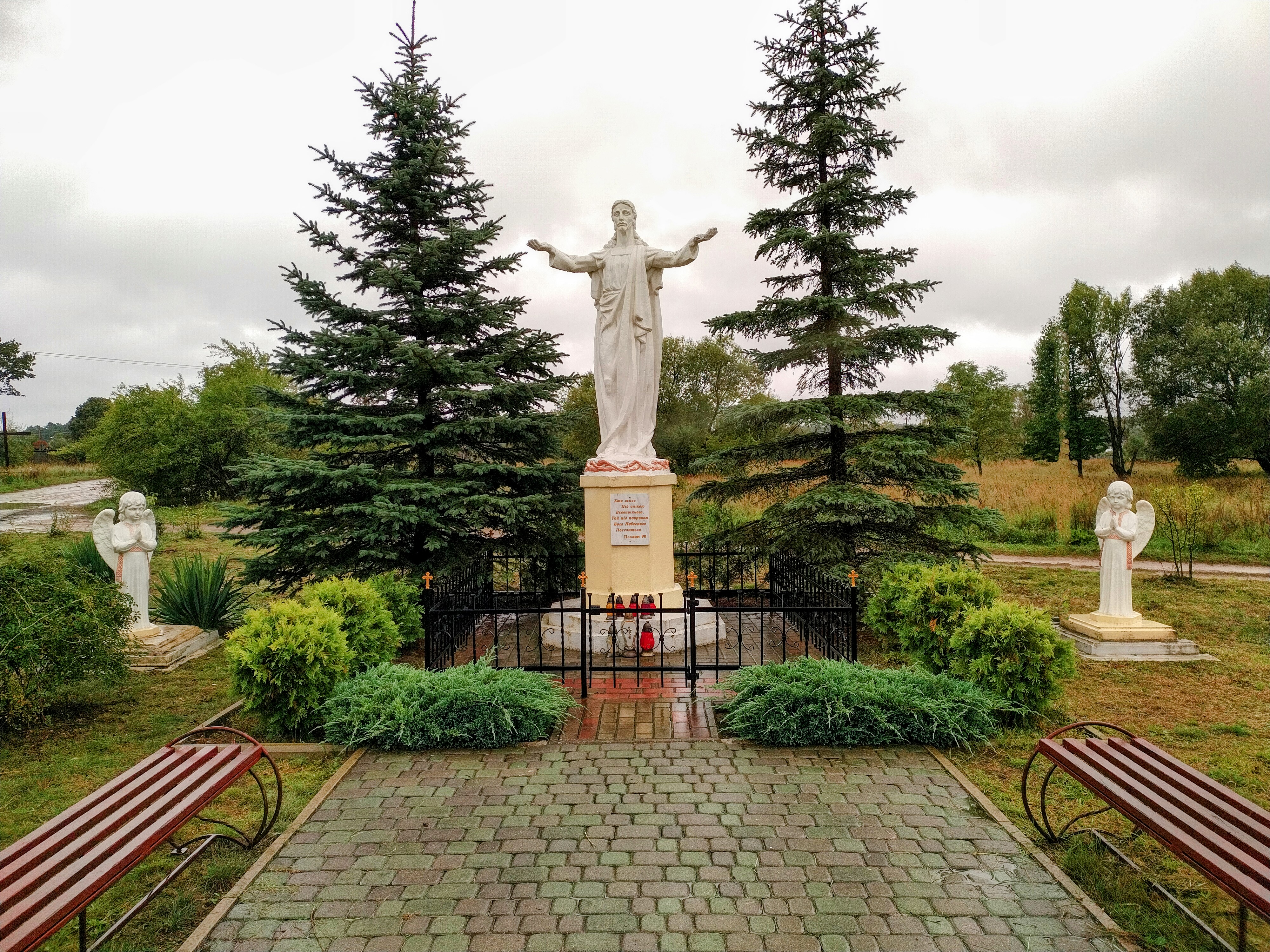
Скульптура Ісусу Христу.   - Церква Різдва Пресвятої Богородиці
  - Церква Непорочного Зачаття Пресвятої Богородиці
  - Скульптура Ісусу Христу

## Заклади культури
- Міський народний дім «Білогорща» (Вулиця Білогорща, 23);
- Меморіальний музей Романа Шухевича, відкритий 23 жовтня 2001 року в колишньому будинку Ганни Конюшек, що на нинішній вул. Білогорща, 76, де у 1950 році загинув Роман Шухевич. Будинок Музею має два поверхи: на першому — тематична експозиція, на другому — меморіальна. Експонати, розташовані на першому поверсі розповідають про рід Шухевичів, юнацькі роки Романа Шухевича, його військово-політичну діяльність та збройну боротьбу українського визвольного руху[2]. 1 січня 2024 року будівлю музею та частину експонатів було знищено внаслідок ракетного удару по Львівщині, завданого Збройними силами Росії, а також пошкоджень зазнало декілька приватних будинків у Білогорщі[6][7].

## Інфраструктура
З вул. Чигиринської до вул. Білогорща курсує автобусний маршрут (маршрутне таксі) № 34.